# Zürcher Poetikvorlesungen

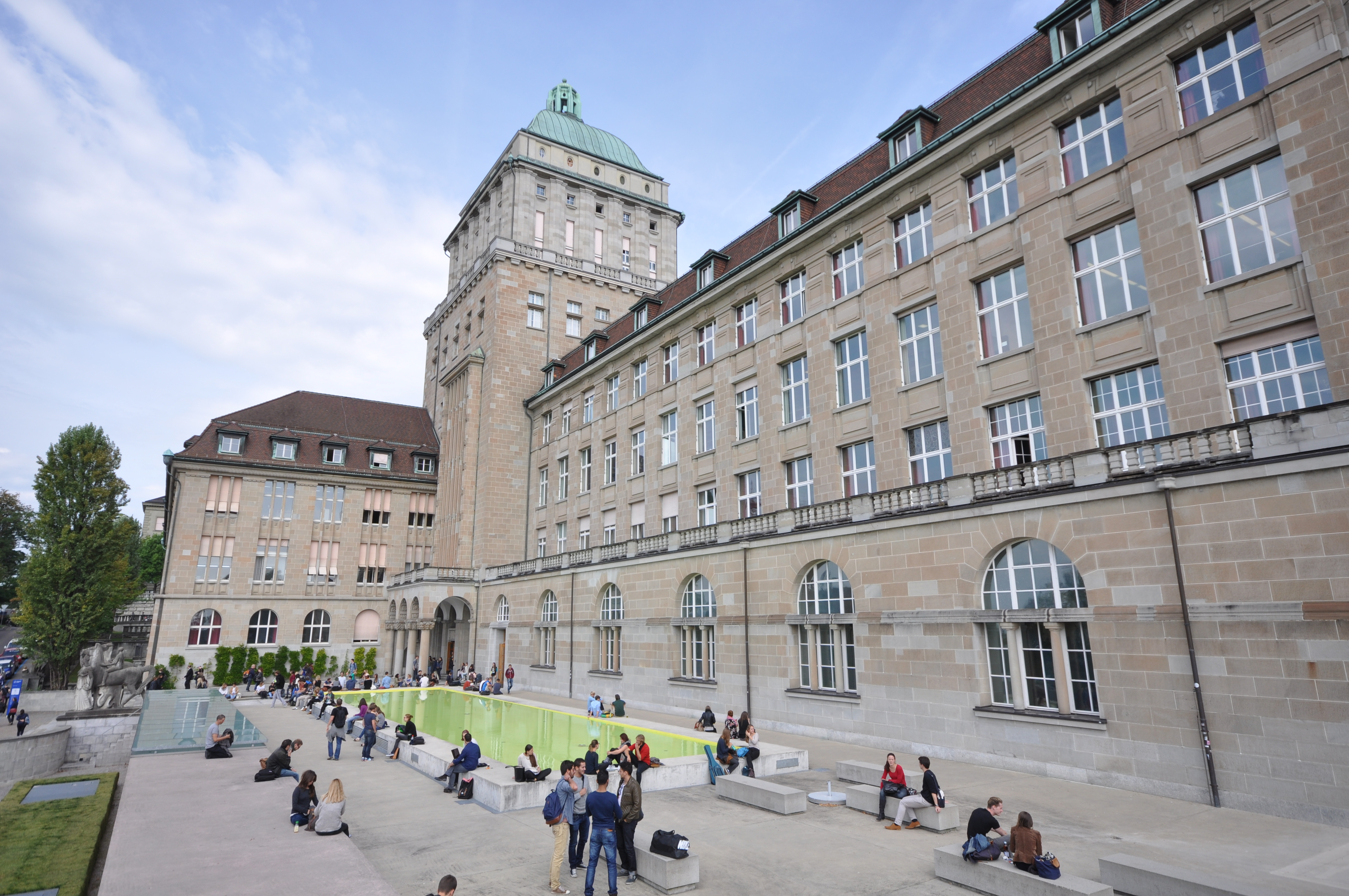
Universität Zürich

Die Zürcher Poetikvorlesungen sind eine Reihe von Poetikvorlesungen des Deutschen Seminars an der Universität Zürich.

## Geschichte
Die Vorlesungen wurden im Wintersemester 1996/97 von Professorin Sigrid Weigel am Deutschen Seminar der Universität Zürich und dem Präsidialdepartement der Stadt Zürich – mit Jean-Pierre Hoby – nach dem Vorbild der Frankfurter Poetik-Vorlesungen ins Leben gerufen und gehören seither zu den Höhepunkten der literarischen Wintersaison. Am 18. Oktober 1997 meldete die Neue Zürcher Zeitung: «Bereits zum zweitenmal organisiert das Literaturpodium der Stadt Zürich in Zusammenarbeit mit dem Deutschen Seminar der Universität die Zürcher Poetikvorlesung.» In drei Abendvorträgen reflektieren renommierte Autoren im Literaturhaus Zürich über das eigene Schreiben und stellen sich am Folgetag im Rahmen eines universitären Kolloquiums den Fragen und Anregungen der interessierten Öffentlichkeit und den Studierenden. Ab 2007 wechselte die Kooperation vom Präsidialdepartement zum Literaturhaus Zürich.
Die Autorinnen und Autoren beschäftigen sich in der Vorlesungsreihe unter einem frei gewählten Titel mit Fragen zur poetischen Produktion und ihren Bedingungen. Viele dieser Vorlesungen wurden publiziert.

## Autorinnen und Autoren
Die bisherigen Dozenten waren:
- WS 1996/97: Anne Duden: Sprachkörper – Körpersprache.[4][5][6]
- WS 1997/98: W. G. Sebald: Luftkrieg und Literatur. Zur Geschichte und Naturgeschichte der Zerstörung.[7][8][9][10]
- WS 1998/99: Volker Braun: Ort des Dichtens.[11][12][13]
- WS 1999/00: Monika Maron: Rollenwechsel. Über einen Text und seine Kritiker.[14][15]
- WS 2000/01: Robert Schindel: Literatur. Auskunftsbüro der Angst[16][17][18]
- WS 2001/02: Ralph Dutli: Der allerärmste Ort.[19][20][21]
- WS 2002/03: Barbara Honigmann: Des vielen Büchermachens ist kein Ende.[22][23]
- WS 2003/04: Franz Hohler: Das Kurze, das Einfache und das Kindliche.[24][25][26]
- WS 2004/05: Christoph Ransmayr: Die Erfahrung der Welt. Die Beschreibung der Welt. Die Erfindung der Welt.[27][28]
- WS 2005/06: Hanns-Josef Ortheil: Kreative Prozesse – Wie Romane entstehen[29][30][31]
- WS 2006/07: Durs Grünbein: Fröhliche Eiszeit: Die Entdeckung des Ich, Vom neuen Sehen, Thema für ein gut gefügtes Gehirn.[32][33][34]
- HS 2007: Herta Müller: Es ist immer derselbe Schnee und immer derselbe Onkel, So ein großer Körper und so ein kleiner Motor, Gelber Mais und keine Zeit.[35][36][37][38]
- HS 2008: Michael Donhauser: Vom Ich-Sagen.[39][40]
- HS 2009: Marcel Beyer: Das Tier als Frage und Vorstellung.[41][42]
- HS 2010: Paulus Hochgatterer: Katzen, Körper, Krieg der Knöpfe – von der Notwendigkeit über Kinder zu schreiben.[43][44]
- HS 2011: Sibylle Lewitscharoff: Zweifel am Guten, Wahren, Schönen.[45][46][47]
- HS 2012: Brigitte Kronauer: «Was ist schon ein Roman!» Eine Beantwortung anhand von drei Beispielen.[48][49][50][51]
- HS 2013: Lukas Bärfuss: Das Grosse, das Kleine, das Unsichtbare.[52]
- HS 2014: Georg Klein: Scheitern! Durchhalten! Triumphieren![53][54][55][56]
- HS 2015: Aris Fioretos: Du Wasser, du Gänsehaut: 100 Worte zum Roman.[57][58]
- HS 2016: Kathrin Röggla: Von der Fiktionalisierung der Welt und ihrem Gegenteil.[59][60]
- HS 2017: Saša Stanišić: Das Biografische, das Unwahrscheinliche, das Grausame und der Witz: Meine Heimaten[61][62]
- HS 2018: Melinda Nadj Abonji: Zu Ohren kommen. Aus einem Hund wird kein Speck. Worte, nach Luft schnappend.[63][64][65][66]
- HS 2019: Marion Poschmann: Tierpoetiken.[67]
- HS 2020: Madame Nielsen: Das Leben als Schrift.[68] – Die Romanschrift.[69] – Die Fremdsprache als Heimkehr und Ur-Sprung.[70]
- HS 2021: Teresa Präauer: Mädchen.[71]
- HS 2022: Milo Rau: Warum Kunst?[72][73][74]
- HS 2023: Peter Stamm: Eine Fantasie der Zeit.[75][76]
- HS 2024: Monika Rinck: Poetischer Raum – Städtischer Raum – Digitaler Raum.[77]